# استرووولوس
استرووولوس
شهر استرووولوس (به روسی: Στρόβολος) در ناحیه نیکوزیا در کشور قبرس واقع شده‌است. جمعیت این شهر ۵۹٫۴۸۳ نفر است.